# Llanfair-ar-y-bryn
Pour les articles homonymes, voir Llanfair.
Llanfair-ar-y-bryn est une communauté du Carmarthenshire, au pays de Galles.

## Géographie
La communauté de Llanfair-ar-y-bryn se situe tout au nord-est du Carmarthenshire. Elle jouxte le Ceredigion au nord-ouest et le Powys à l'est. C'est une communauté rurale qui comprend les villages de Cynghordy (en) et Rhandir-mwyn (en).
La route A40 (en) délimite la communauté au sud, tandis que la route A483 (en) la traverse du sud-ouest au nord-est en passant par Cynghordy. Ces deux routes se croisent dans la ville de Llandovery qui se trouve au sud-ouest. Cynghordy possède une gare ferroviaire (en) qui constitue un arrêt à la demande sur la Heart of Wales line (en), qui traverse la communauté en suivant la même direction que la route A483.

## Démographie
Au recensement de 2011, la communauté de Llanfair-ar-y-bryn comptait 624 habitants.
| 1801  | 1811  | 1821  | 1831  | 1841  | 1851  | 1881  |
| ----- | ----- | ----- | ----- | ----- | ----- | ----- |
| 1 062 | 1 483 | 1 426 | 1 485 | 1 649 | 1 705 | 1 281 |

| 1891  | 1901 | 1911 | 1921 | 1931 | 1951 | 1961 |
| ----- | ---- | ---- | ---- | ---- | ---- | ---- |
| 1 157 | 997  | 871  | 859  | 822  | 665  | 607  |

| 1971 | 1981 | 1991 | 2001 | 2011 | - | - |
| ---- | ---- | ---- | ---- | ---- | - | - |
| 543  | ?    | ?    | ?    | 624  | - | - |

## Culture locale et patrimoine
La communauté de Llanfair-ar-y-bryn comprend 41 monuments classés, dont trois de grade II*, accordé aux « édifices particulièrement importants ou d'un intérêt spécial ». Il s'agit de la chapelle de Cefnarthen, du viaduc de Cynghordy et de la ferme de Pantycelyn. 